# Ryu Gwansun
Ryu Gwansun (Yongdu, 17 novembre 1902 – Seul, 12 ottobre 1920) è stata una patriota e attivista coreana, organizzatrice del Movimento del 1º marzo, una manifestazione patriottica contro il dominio giapponese della Corea.

## Biografia
Nata il 17 novembre 1902 a Jiryeong-ri (odierna Yongdu, alla periferia della capitale sudcoreana), un villaggio presso Seul, da una famiglia contadina, Ryu Gwansun si iscrisse ben presto all'Ewha Womans University di Seul, una scuola di livello superiore, fondata da missionari metodisti, che offriva corsi universitari per le ragazze coreane. Nell'istituto scolastico la giovane studentessa, oltre ad eccellere negli studi, subì l'influsso degli insegnamenti religiosi dei maestri cristiani metodisti, che le diedero, oltre ad una profonda fede in Dio, anche il coraggio di agire per l'indipendenza del suo Paese, allora sotto il dominio giapponese.
Quando poi, nel 1918, l'istituto universitario chiuse per ordine delle autorità nipponiche, che avevano fatto chiudere tutte le scuole coreane, Ryu Gwansun tornò nel suo villaggio natio. Qui, insieme alla famiglia, si diede alacremente da fare per organizzare una manifestazione per l'indipendenza della Corea, prendendo spunto dalle proteste anti - nipponiche seguitesi alla notizia della morte dell'ultimo imperatore coreano, Gojong, nel gennaio 1919. Il movimento, noto come Movimento del 1º marzo, era stato fissato il primo giorno del calendario lunare coreano, alle ore 09.00 nella piazza del mercato Awanue di Seul, con dimostranti proveniente anche dai comuni limitrofi di Yeongi, Chungju e Jincheon, dove aveva fatto distribuire volantini inneggianti all'indipendenza dall'occupante.
Infine, il 1º marzo 1919, all'ora e al luogo stabilito, migliaia di manifestanti sfilarono per le strade della città, al grido di Viva l'indipendenza della Corea e sventolando la proibitissima bandiera coreana. La risposta governativa non tardò ad arrivare: esercito e polizia giapponese furono inviati verso le 13.00 a reprimere la manifestazione. Ryu Gwansun fu arrestata insieme agli altri organizzatori, ma fece in tempo a vedere uccisi i suoi genitori e altri dimostranti per opera dei soldati giapponesi, che compirono un vero massacro: le fonti parlano di 7500 manifestanti uccisi, 15.000 feriti e oltre 46.000 arrestati, a fronte dei 553 morti e 185 feriti dei dati ufficiali forniti dalle autorità. Frattanto la giovane studentessa, dopo un breve periodo di detenzione nella stazione di polizia di Cheonan, fu processata e condannata a sette anni di reclusione nel carcere di Seodaemun, presso Seul.
Durante la sua prigionia, la ragazza continuò a protestare per l'indipendenza del suo paese, ricevendo, per tutta risposta, dai guardiani percosse e torture. La sua detenzione durò poco più di un anno, finché Ryu Gwansun morì per le sevizie subite, il 12 ottobre 1920: le sue ultime parole furono Il Giappone cadrà... potete strappare le unghie delle mie mani, tagliare il mio naso e le mie orecchie, rompere le mie mani e le mie gambe. Posso sopportare il dolore, ma non quello di perdere il mio Paese. La mia sola tristezza è quella che ho solo una vita da offrire al mio Paese. Inizialmente le autorità carcerarie rifiutarono di cedere il corpo della ragazza, ma dopo le insistenze di Lulu e Jeannette Walter Frey, presidi della Ewha Womans University, che minacciarono di far sapere al mondo le atrocità commesse nella prigione, fecero pubblicare le foto che ritraevano il corpo della ragazza e diedero i suoi resti mortali ai richiedenti. Alcune voci sostenevano che il corpo di Ryu Gwansun fosse stato fatto a pezzi, ma queste dicerie furono smentite dalla Walter, che rivestì il corpo per la sepoltura, non trovandovi tracce di menomazioni.
La profezia di Ryu Gwansun si avverò nel 1945, quando i nipponici abbandonarono la Corea dopo la sconfitta subita nella Seconda guerra mondiale. Per quanto riguarda la giovane patriota, morta a nemmeno 18 anni, fu insignita, nel 1962, dell'Ordine al merito della fondazione nazionale, un'onorificenza della Corea del Sud destinata a chi ha contribuito alla nascita della Corea moderna.